# El retrato (ópera)
El retrato (título original en ruso, Portret - Портрет) es una ópera en un acto y ocho escenas con música de Mieczysław Weinberg y libreto de Aleksandr Medvédev, basado en el relato El retrato de Nikolái Gógol. Compuesta en 1980, se estrenó el 20 de mayo de 1983 en el Teatro Nacional de Brno. 
La obra se repuso en 1992 por la Ópera de cámara de Moscú. En las estadísticas de Operabase aparece con solo una representación en el período 2005-2010. Se repuso en 2010 en el Festival de Bregenz y en abril de 2011 en Nancy por la Orquesta nacional de Lorena en una versión en ruso. 

## Personajes
- El pintor Sharkov (tenor)
- Nikita su criado (barítono)
- Un periodista (barítono)
- El farolero (tenor)
- Profesor de pintura (barítono)
- Director de galería de arte (bajo)
- Aristócrata (barítono)
- Jefe de distrito (bajo)
- Mujer en el mercado (soprano)
- Primer comerciante / primer cliente (tenor)
- Segundo comerciante/ segundo cliente (tenor)
- Tercer comerciante (bajo)
- Dama elegante (mezzosoprano)
- Lisa, su hija (soprano)
- Aristócrata (tenor)

## Argumento
Un pintor sin dinero encuentra la pintura mágica que suscita un dilema. Si debe seguir una vida de artista sobre el único talento o se ayuda de cierta pintura mágica para convertirse en rico y célebre. Elige ser rico y célebre pero al cabo de un tiempo se da cuenta de que ha tomado la decisión errónea.